# デン島
デン島（デンじま）は、鹿児島県鹿児島郡三島村に属する無人島。一帯の浅瀬は湯瀬（ゆぜ）と呼ばれる。

## 概要

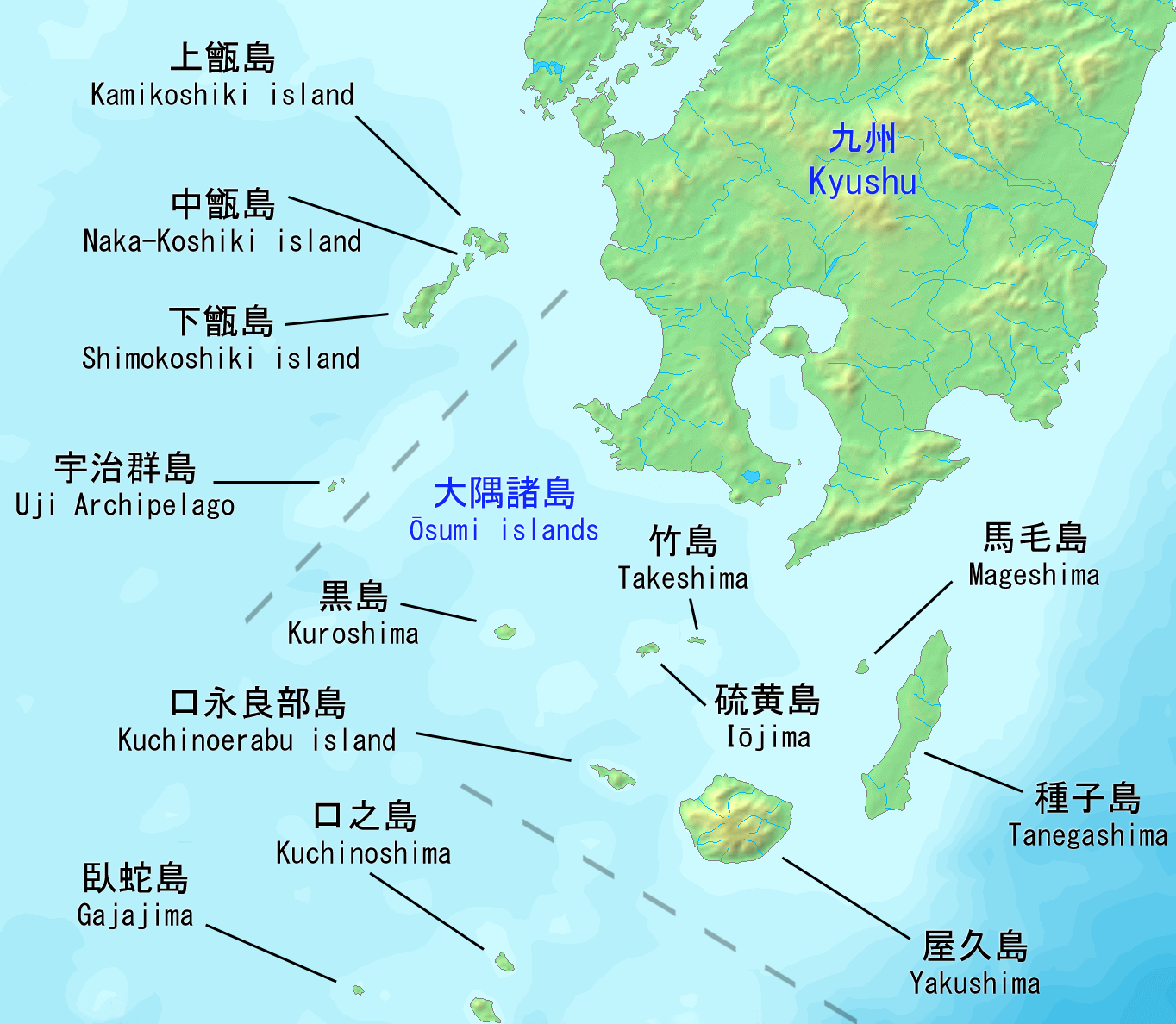
大隅諸島の地図

三島村に属する硫黄島・黒島の2島と熊毛郡屋久島町に属する口永良部島をそれぞれ三角形の頂点に見立てた中間点に位置する。
海面に3つの巨岩が突き出ており、西の瀬、エボシ、東の瀬の名がある。
国土地理院の地形図では島の名称でデン島と記載されている。磯釣りポイントとしては湯瀬の名で知られている。
島の周辺は日本有数のダイビングスポットとなっており、トカラ列島周遊のダイビングツアーでコースに組み込まれる場合がある。
南側沖には「やいと」と言う小島がある。
なお、『平家物語』のうち延慶本では当初、藤原成経、平康頼、俊寛は異なる島に流刑されたとしており、このうち藤原成経（右近衛少将）について述べた「少将ヲバ三ノ迫ノ北ノ油黄島」とある「三ノ迫」はデン島（その北に位置するとされる「油黄島」は硫黄島）であるとする説がある。